# Logan Hall
Logan Hall (Elgin, 22 aprile 2000) è un giocatore di football americano statunitense che milita nel ruolo di defensive end per i Tampa Bay Buccaneers della National Football League (NFL).

## Carriera

### Tampa Bay Buccaneers
Al college Hall giocò a football all'Università di Houston dal 2018 al 2021. Fu scelto nel corso del secondo giro (33º assoluto) nel Draft NFL 2022 dai Tampa Bay Buccaneers. Debuttò come professionista subentrando nella gara del primo turno contro i Dallas Cowboys mettendo a segno un tackle. Nella sua stagione da rookie fece registrare 7 placcaggi e 2,5 sack disputando tutte le 17 partite, nessuna delle quali come titolare.